# Plaza de los Mártires (Toluca)
La plaza de los Mártires, también conocida como la plaza Cívica, es la plaza principal de la ciudad de Toluca de Lerdo, capital del Estado de México. La plaza está localizada en el corazón del centro histórico de la ciudad. 
Recibe su nombre en conmemoración del fusilamiento de casi un centenar de indígenas insurgentes aprehendidos por el ejército realista ocurrido el 19 de octubre de 1811 tras la Batalla del Calvario, durante la Guerra de Independencia de México.
Al norte de la plaza se encuentran el Palacio de Gobierno del Estado de México y el Parque de la Ciencia Fundadores; al poniente se encuentra el Palacio de Justicia del Estado de México; al oriente de la plaza se encuentra el Palacio legislativo del Estado de México y al sur se encuentran los Portales de Toluca, la Catedral metropolitana de Toluca y el Palacio Municipal de Toluca.

## Historia

### Antecedentes

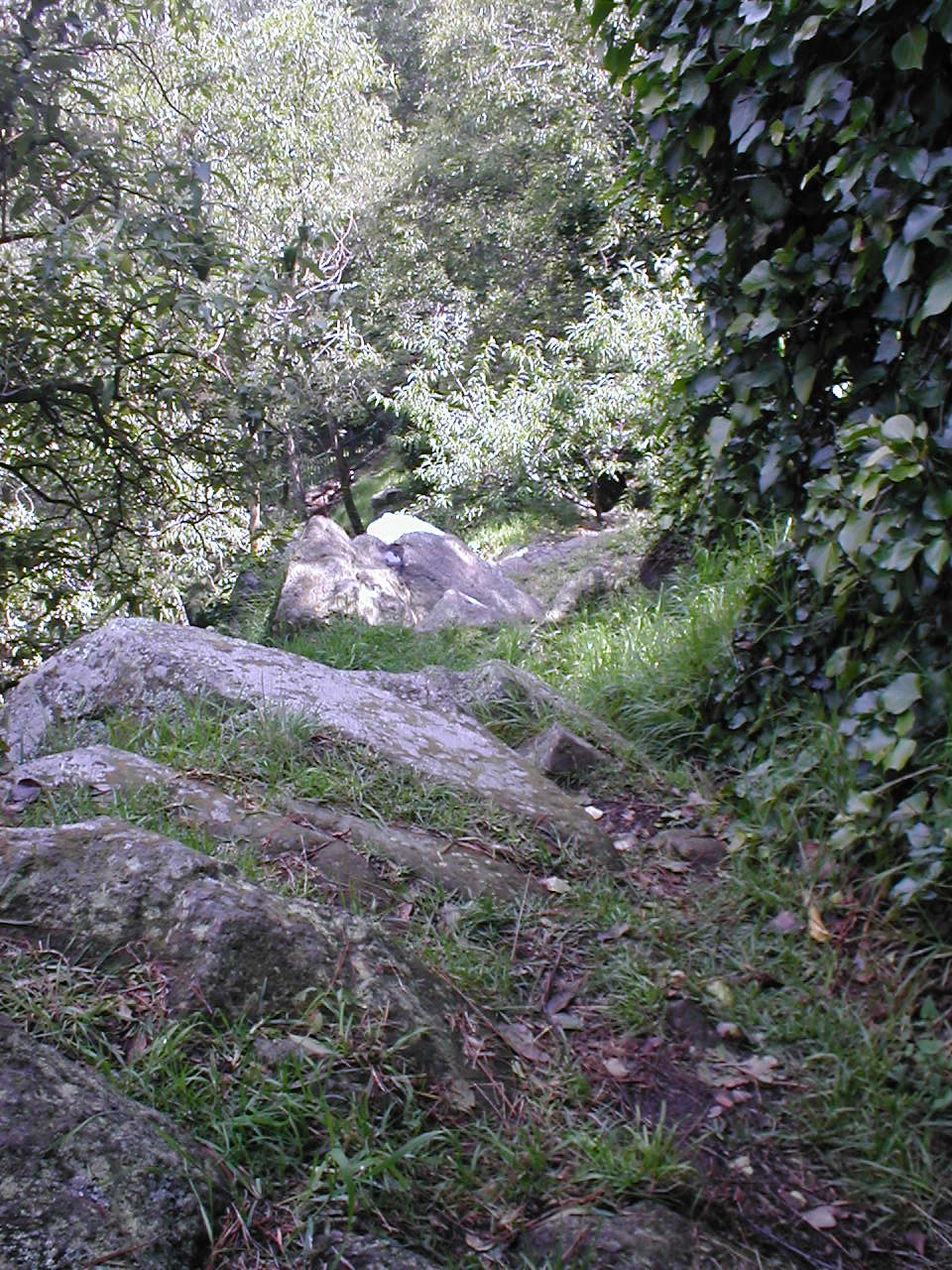
Aspecto del cerro del Calvario, Toluca de Lerdo.

En 1811, durante la Guerra de Independencia de México y tras el fusilamiento de Miguel Hidalgo y Costilla, las fuerzas insurgentes dirigidas por José María Morelos se dirigieron hacia Zitácuaro mientras que un grupo de insurgentes se instaló en el Estado de México.
A principios de octubre de 1811 las fuerzas insurgentes se enfrentaron al ejército realista en las inmediaciones de Tenango del Valle, con resultado de victoria para los insurgentes, provocando la huida de los soldados realistas a la ciudad de Toluca. En los días posteriores, el comandante insurgente José María Oviedo dirigió un asedio a Toluca con la intención de capturar la ciudad, la defensa de la ciudad fue dirigida por el brigadier realista Rosendo Porlier y Asteguieta.

### Mártires de Toluca

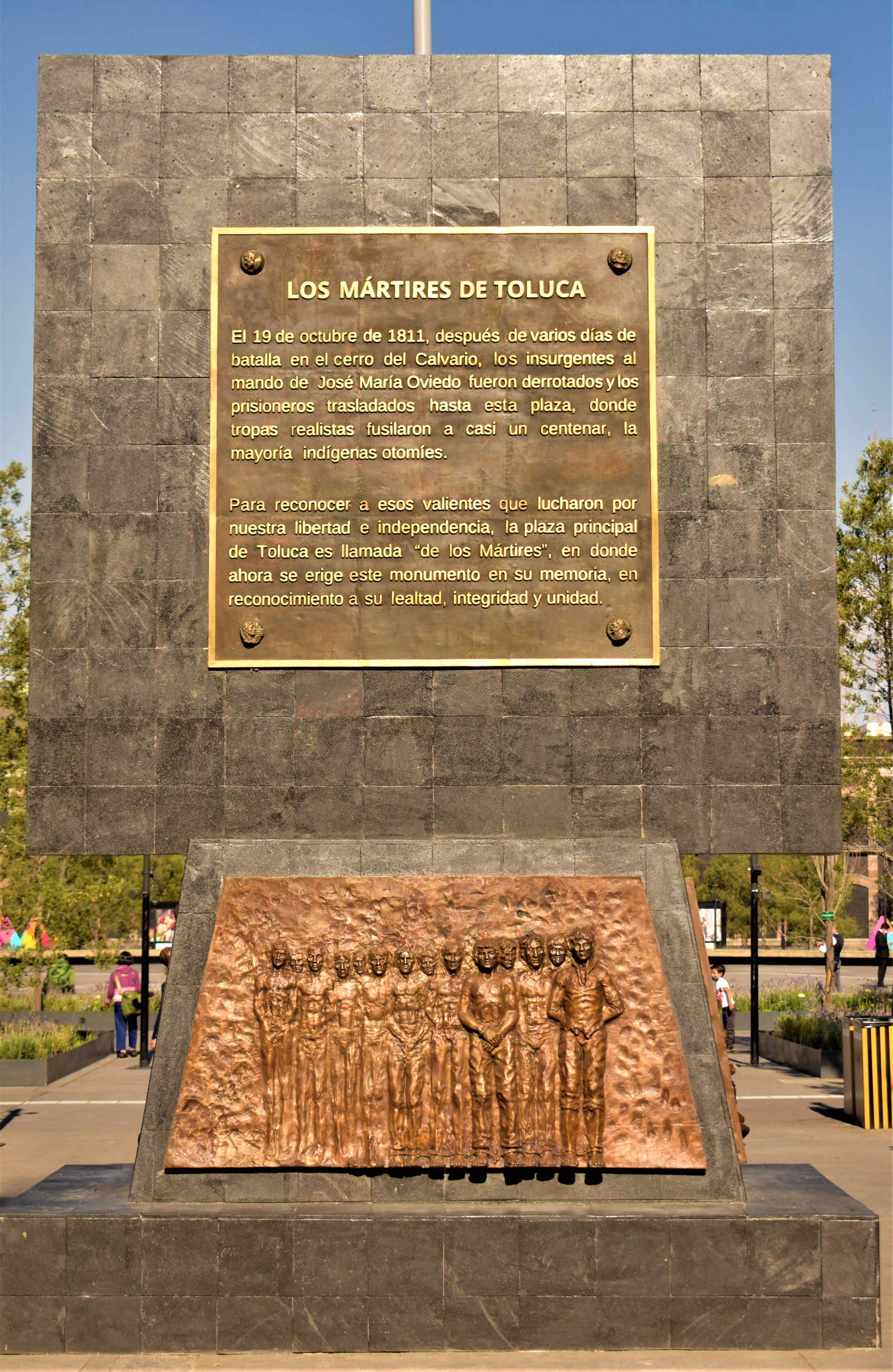
Monumento a los Mártires de Toluca en el extremo occidental de la plaza.

Apoyado por miles de indígenas y pobladores de la región, Oviedo dispuso a sus tropas en 7 lugares rodeando el centro de la ciudad. Los combates comenzaron el 14 de octubre de 1811 y se extendieron por 5 días mientras la población civil de la ciudad se refugiaba en sus casas.
El 19 de octubre de 1811, tras recibir refuerzos, los soldados realistas dirigieron un ataque frontal contra las fuerzas insurgentes en la Batalla del Calvario (en el actual Parque Matlazincas), los insurgentes fueron tomados por sorpresa y el pánico se apoderó de los rebeldes. El cerro del Calvario se cubrió de cadáveres de los insurgentes caídos en combate, el número de insurgentes muertos en la batalla ascendió a 262, mientras que solo se reportaron 3 muertos y 31 heridos en el bando realista. Los rebeldes que lograron escapar lo hicieron hacia los cerros de Zopilocalco y Apinahuizco, pero casi una centena de insurgentes fueron tomados como prisioneros y llevados a la plaza central de la ciudad.
El brigadier realista Rosendo Porlier ordenó la ejecución por fusilamiento a los insurgentes prisioneros, ejecutándolos en grupos de 5, dejando vivo a solo 1 de los prisioneros para que pudiera contar a sus compañeros lo que había sucedido aquel día en Toluca y las consecuencias de continuar en el bando insurgente.

### Jardín de los Mártires
Años después, en 1870, la plaza fue convertida en un jardín y se le empezó a conocer como Jardín de los Mártires. En 1897 el general José Vicente Villada ordenó la construcción de 2 monumentos a Miguel Hidalgo y Morelos. La escultura del cura Miguel Hidalgo fue colocada sobre una base de mármol de carrara, cuatro arbotantes y lámparas, y un águila con sus alas abiertas bajo la escultura.

### Plaza de los Mártires

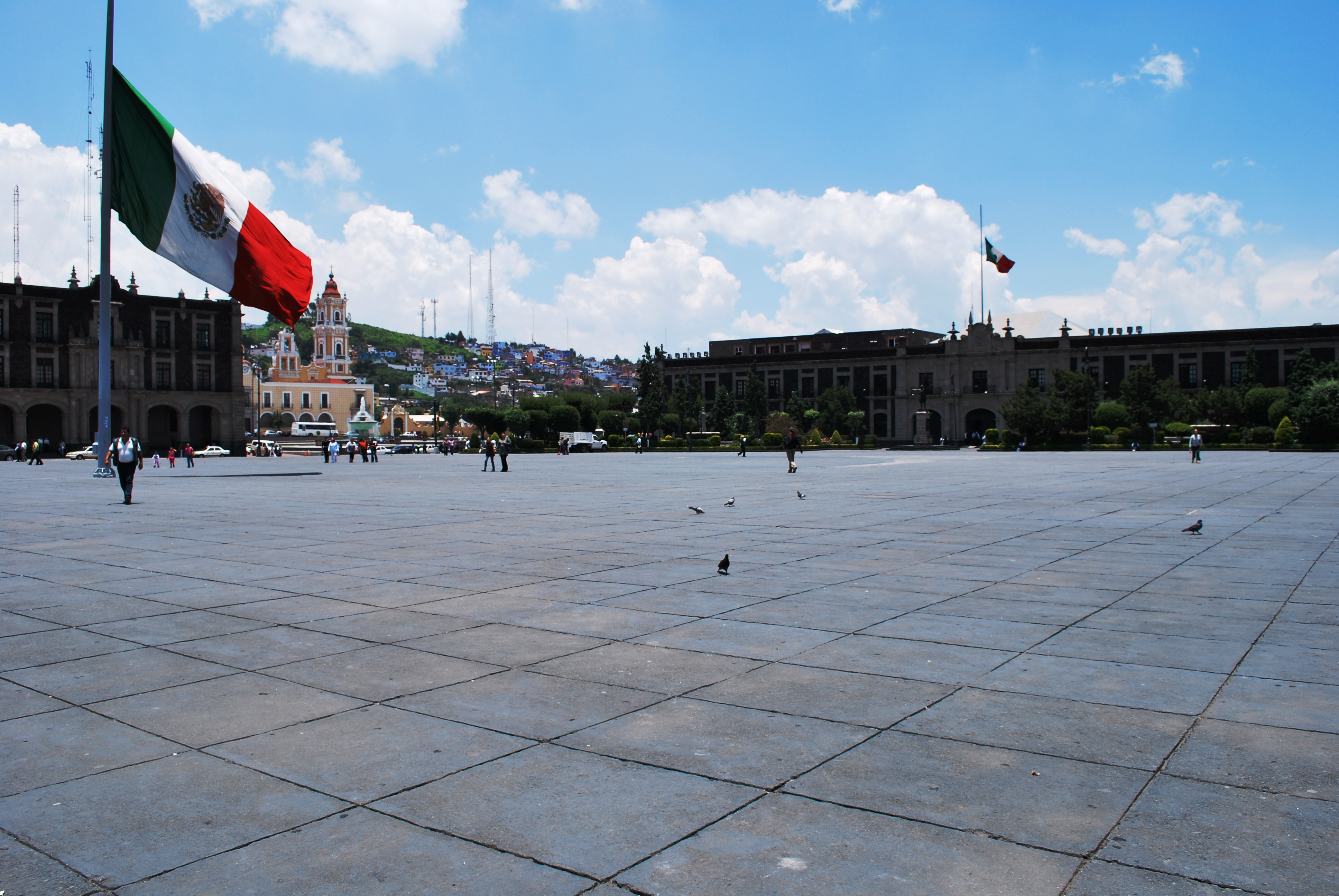
Aspecto de la plaza previo a la remodelación de 2022.

La plaza permaneció como un jardín hasta 1966 cuando el gobernador del Estado de México en aquel año, Juan Fernández Albarrán, ordenó la transformación de la plaza siendo el proyecto del arquitecto Vicente Mendiola Quezada. La plaza fue despejada de árboles y jardineras en su sección central, solo dejando jardineras, árboles y fuentes en las secciones oriental y occidental de la plaza.
La plaza permaneció sin mayores cambios hasta la remodelación de 2022 ordenada por el gobernador Alfredo del Mazo Maza. El proyecto de remodelación inició en diciembre de 2021 y terminó en septiembre de 2022 con un costo de 50 millones de pesos. En el costado occidental de la plaza se instaló un monumento en conmemoración de los Mártires de Toluca, obra del escultor Ciro Cruz Roque y 5 escultores adicionales: Miguel Ángel Hernández Vences, Antonio Sánchez Arzate, José Eduardo García López, Sergio Delgado Cruz y Óscar Israel Sánchez Escobar.

## Galería

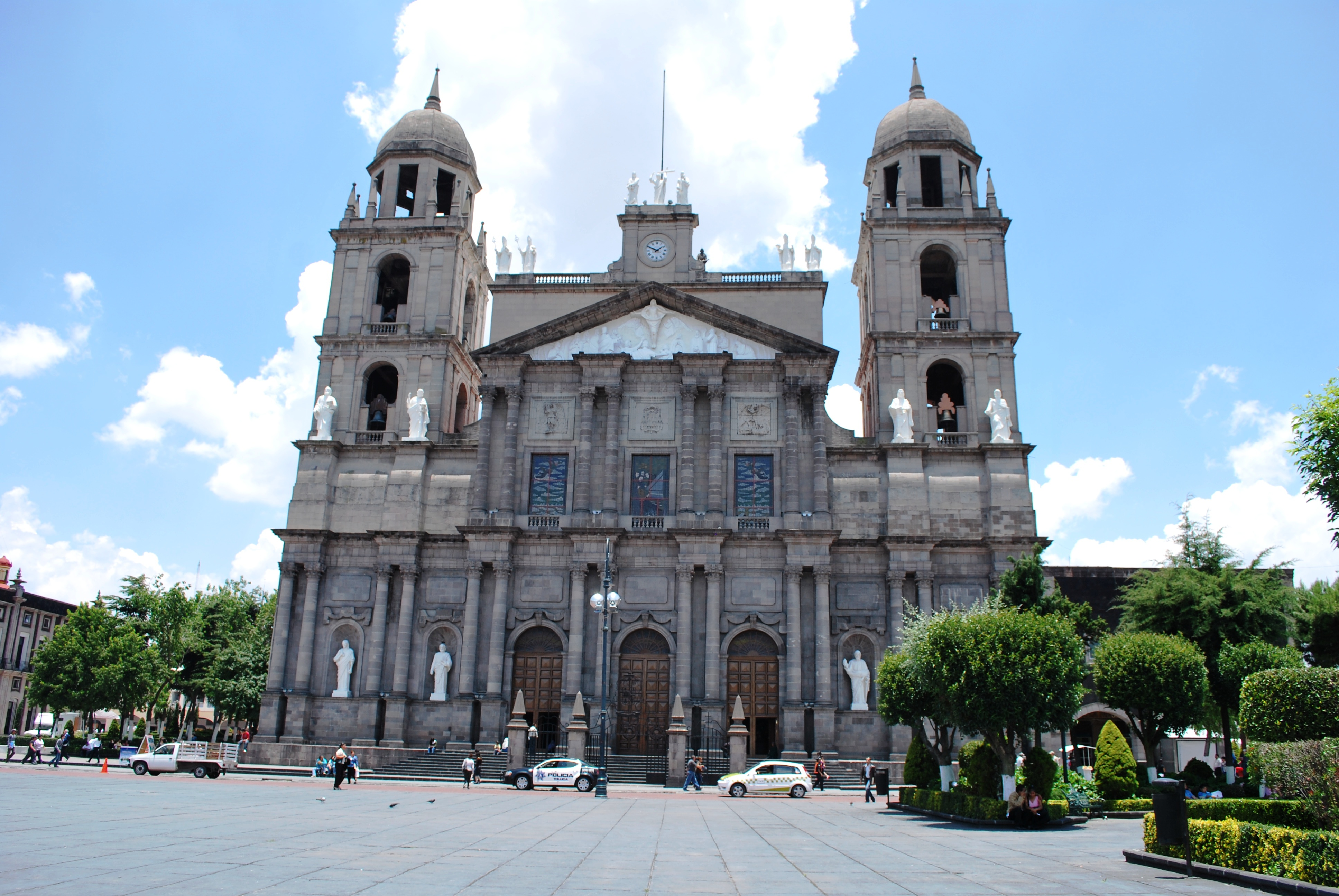
Catedral de Toluca
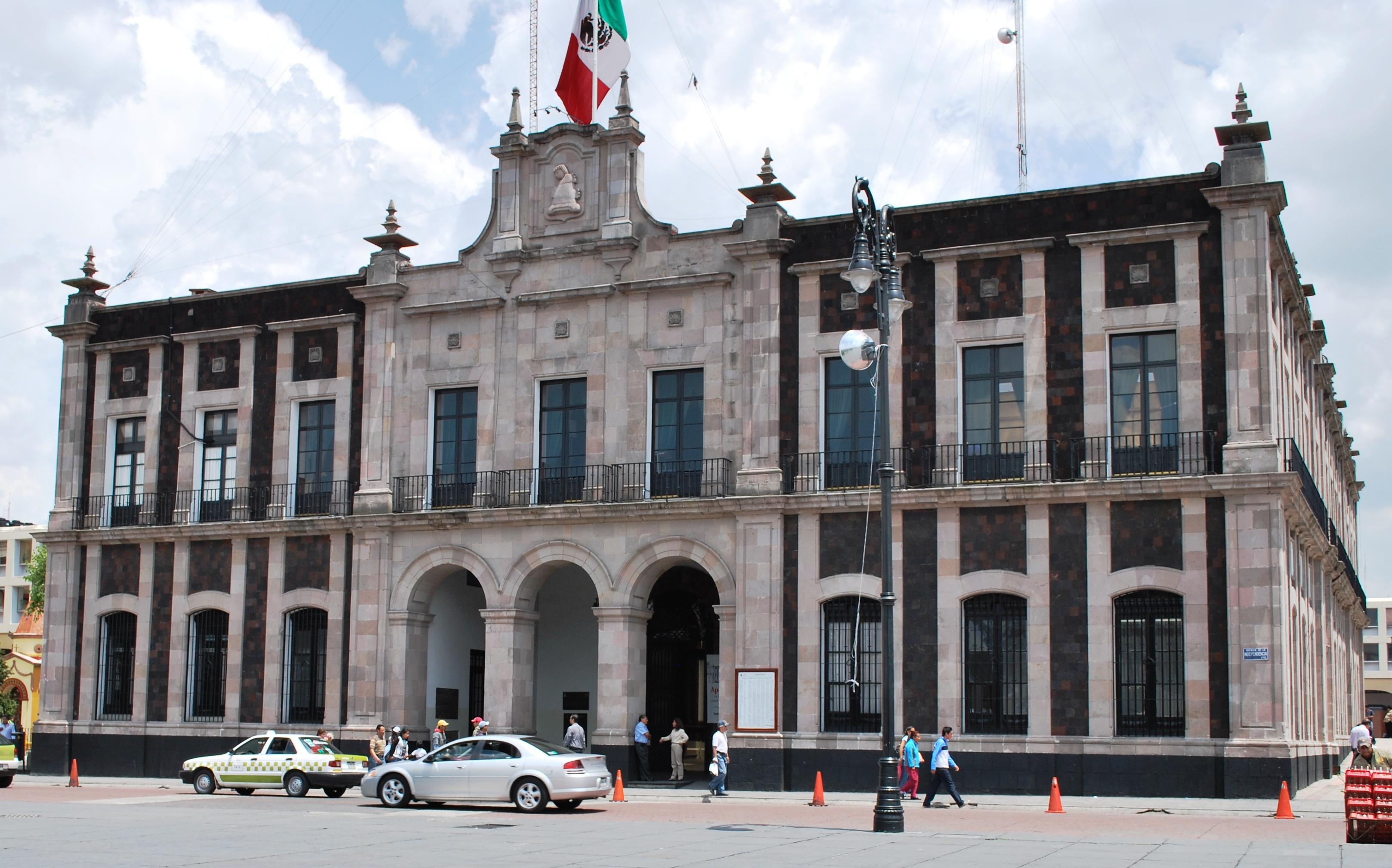
Palacio Municipal
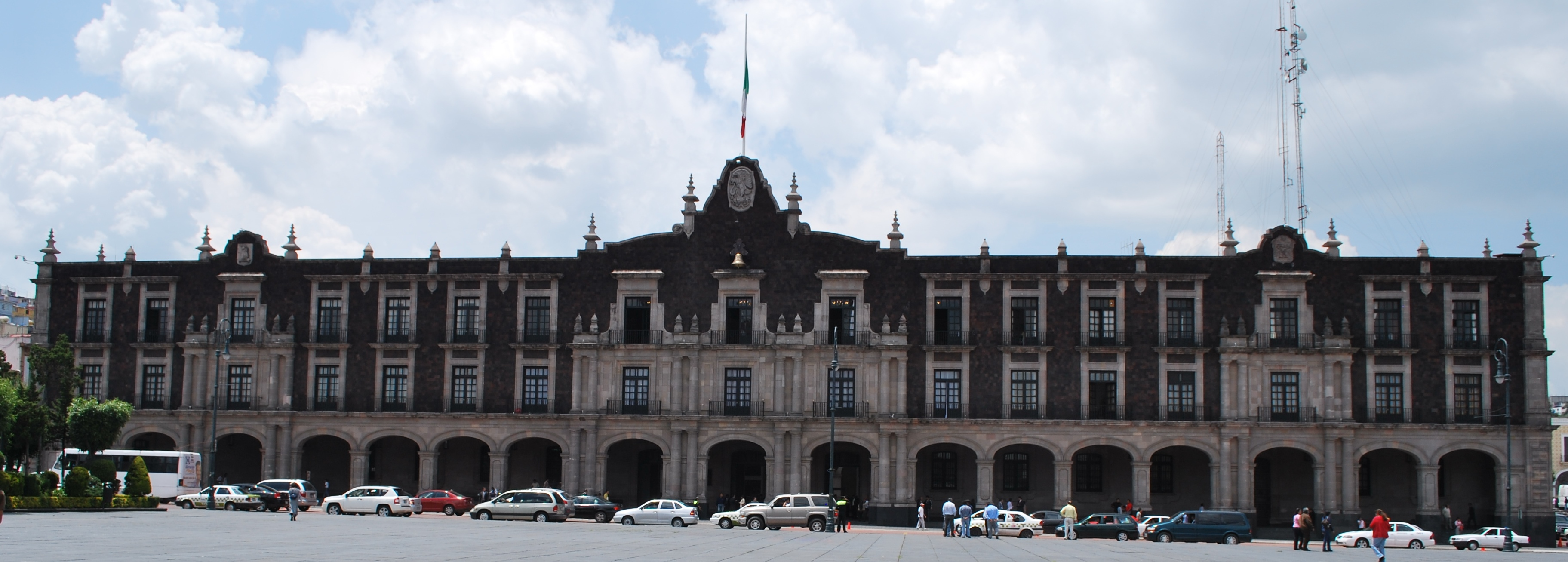
Palacio de Gobierno del Estado de México
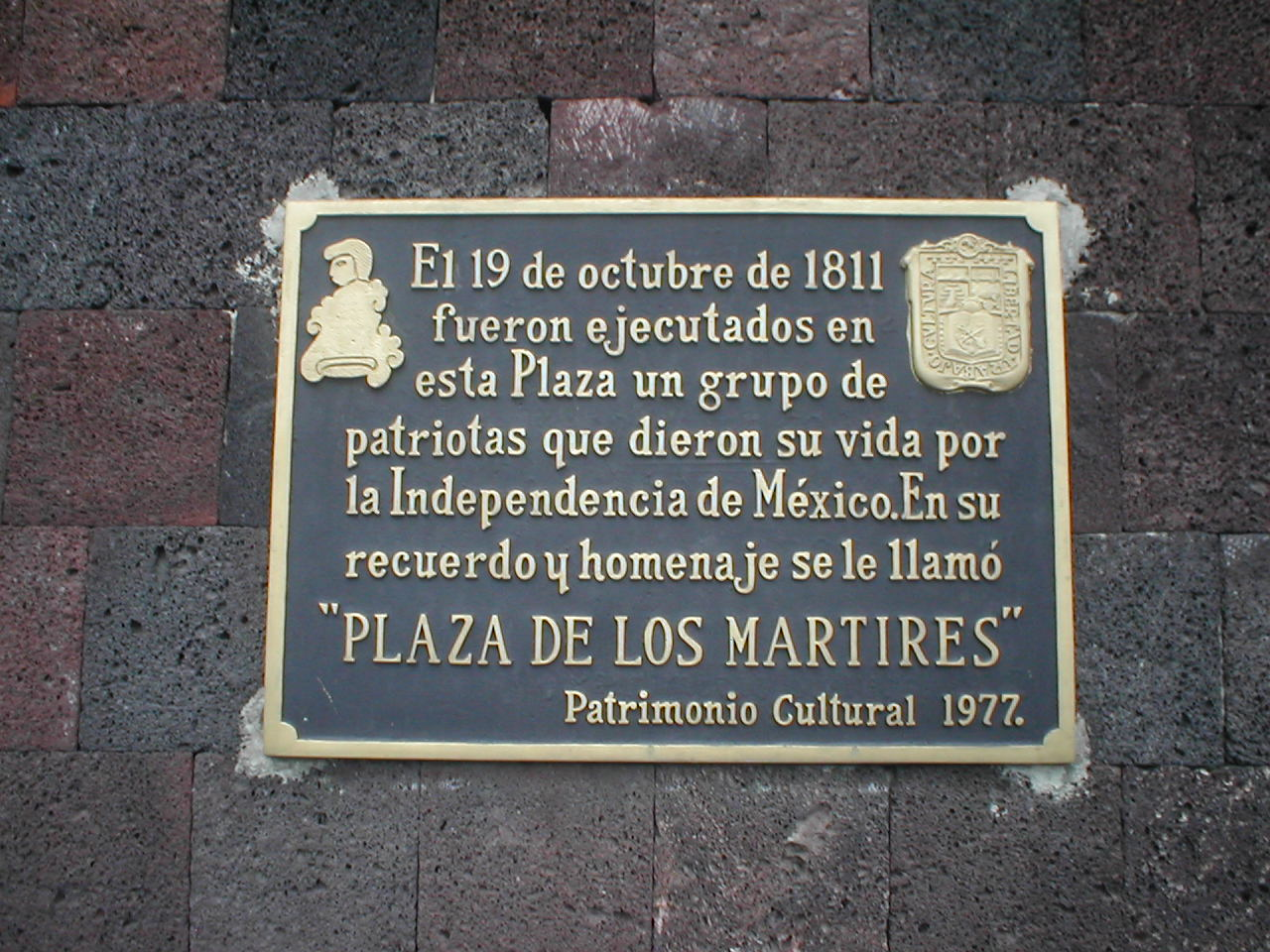
Placa conmemorativa
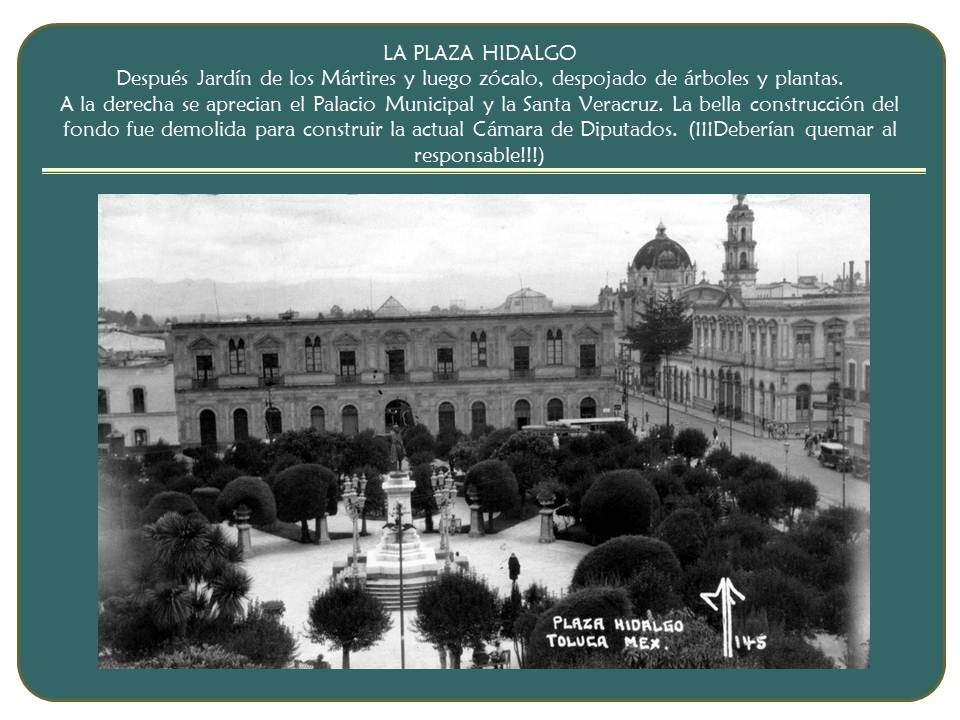
Jardín de los Mártires a inicios de 1900.
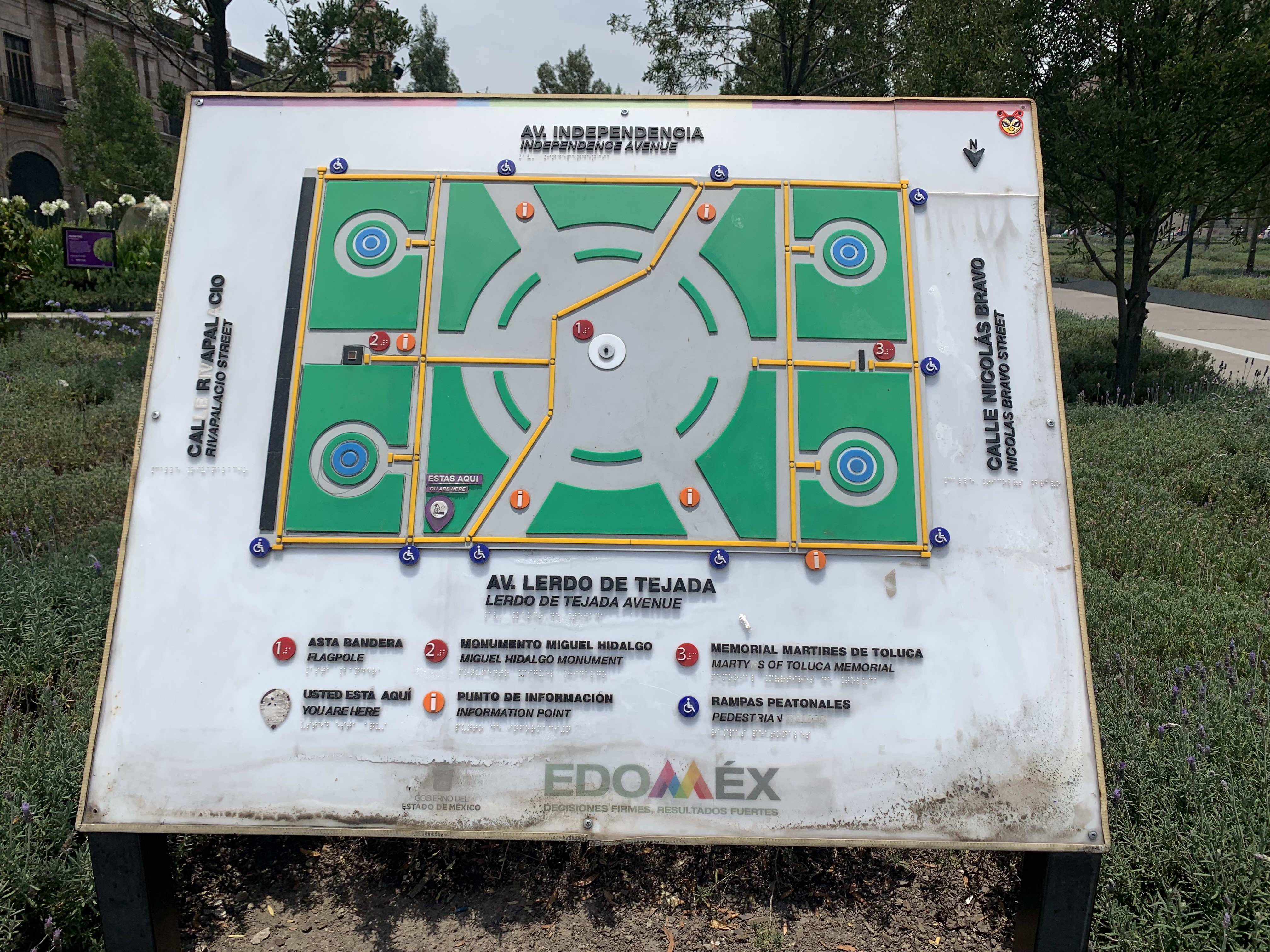
Mapa de la estructura actual de la plaza